# Peklo (turistická chata)
Turistická chata a restaurace Peklo neboli Bartoňova útulna se nachází na katastrálním území obce Jestřebí v osadě Peklo na soutoku Olešenky a Metuje u Nového Města nad Metují v okrese Náchod v Královéhradeckém kraji. Turistická chata, postavená podle návrhu Dušana Jurkoviče na místě historického vodního mlýna, je zapsaná jako kulturní památka v Ústředním seznamu nemovitých kulturních památek České republiky.

## Historie
První zmínky o vsi Jestřebí a o osadě v údolí Pekla jsou z 15. století. Poblíž soutoku Metuje a Olešenky byly původně dva mlýny, nejstarší zmínka o mlýnu „Pekelec“ se váže k roku 1527. První zaznamenané jméno mlynáře z mlýna na Olešence, zvaného „Peklo“ nebo „Pekelec“, je ze 17. století. Je uváděn jako Jiřík Čejka, první mlynář z „Pekelskyho mlejna“. Koncem první poloviny 18. století Čejkovi mlýn pronajali rodině Šafářových, která zde hospodařila do 19. století.
Někdejší mlýn, stejně jako zámek v Novém Městě nad Metují, patřil od roku 1908 textilnímu průmyslníkovi Josefu Bartoňovi, který byl v roce 1912 povýšen do šlechtického stavu s titulem „rytíř“ a predikátem „z Dobenína“. Bartoňové pověřili známého architekta slovenského původu Dušana Jurkoviče vypracováním plánu přestavby mlýna, která byla realizovaná v letech 1908–1909. Jako datum dokončení stavby se v Památkovém katalogu NPÚ uvádí rok 1910. V téže době Dušan Jurkovič prováděl úpravy interiéru a zámecké zahrady novoměstského zámku. Chata v údolí Pekla se záhy stala významným turistickým cílem.

## Popis
Turistická chata, stojící u říčky Olešenky před jejím soutokem s Metují je téměř ze všech stran obklopená územím přírodní rezervace Peklo u Nového Města nad Metují.
Chata je stavba na obdélném půdorysu se dvěma křídly a s úzkou verandou před průčelím. Střední část objektu je jednopatrová s pavlačí, na kterou napravo navazuje přízemní křídlo a roubená veranda. Střed budovy je zděný, obložený roubenou vazbou. Střecha domu je valbová, krytá šindelem, ve střední části zvýšená, na jejím vrcholu jsou dvě korouhve. Nad pavlačí v průčelí domu je roubený štít. Zadní trakty, které jsou postaveny souběžně na zděném přízemí, mají roubené štíty. Vzadu za chatou směrem k Olešence je menší rybník, u něhož je malé stavidlo. Před restaurací stojí stolky z mlýnských kamenů. Objekt je zvenčí i zevnitř doplněn plastikami čertů.

## Zajímavosti
- Turistickou chatu v Pekle navštívilo mnoho významných osobností své doby, jako například byli Alois Jirásek, Jan Masaryk, Edvard Beneš,[5] kancléř Přemysl Šámal, Jiří Guth Jarkovský nebo herec Národního divadla Eduard Vojan.[3]
- Do zdejšího prostředí umístil Alois Jirásek děj své povídky V Pekle.[9] Po napsání této Jiráskovy povídky byl v Pekle nad Bartoňovou útulnou postaven pomník Ženichův hrob.

## Galerie

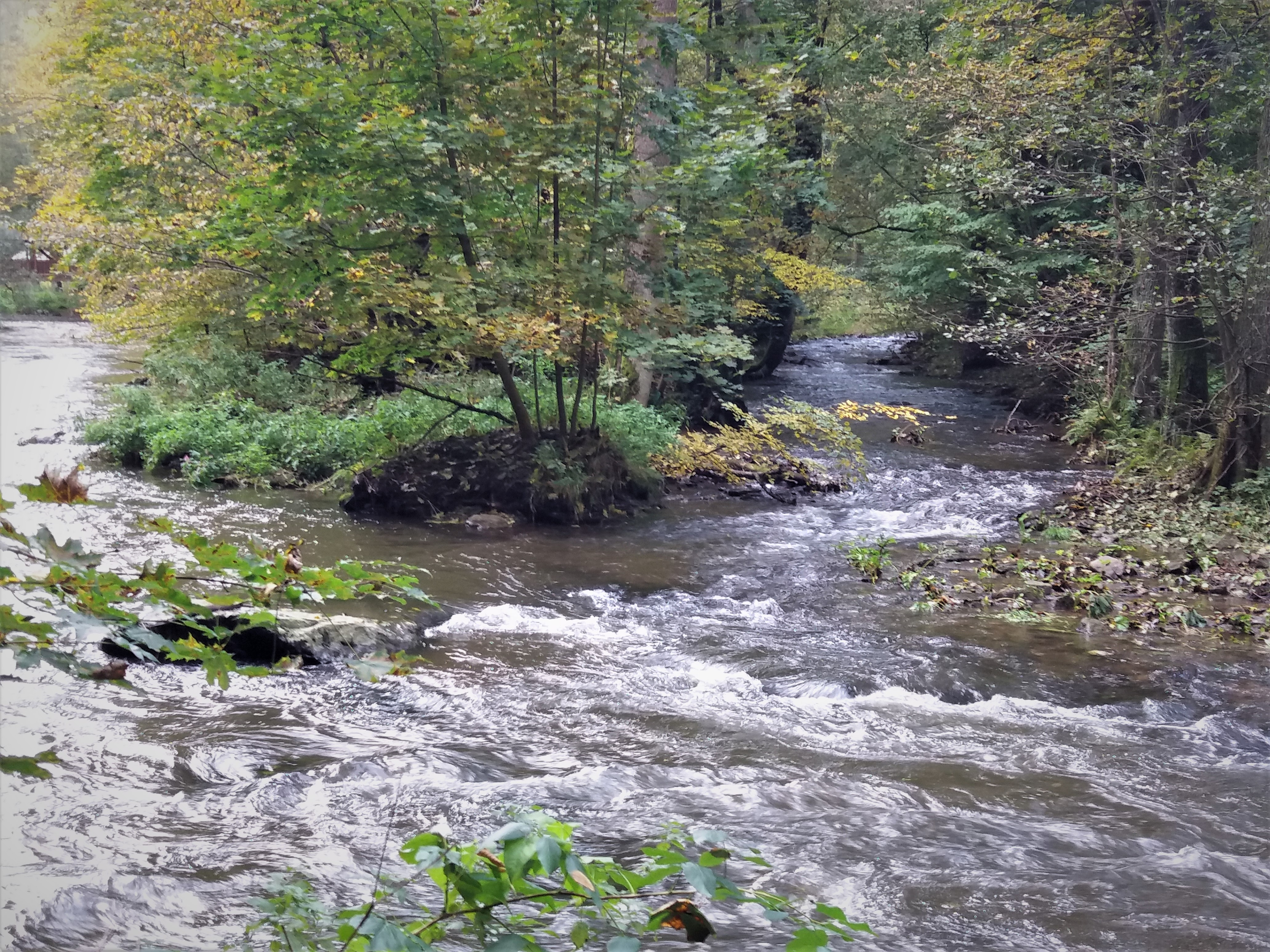
Ústí Olešenky do Metuje
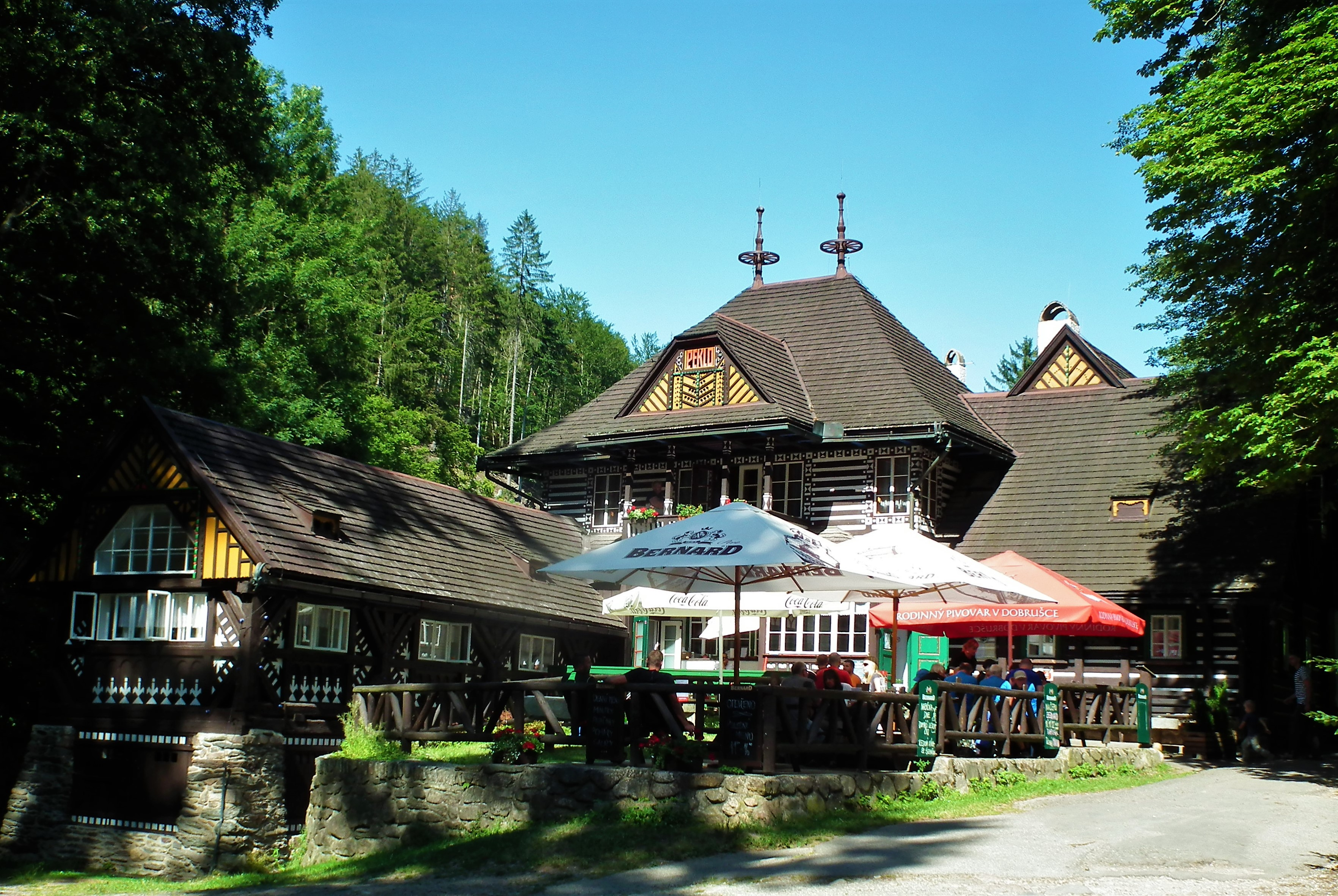
Celkový pohled na Jurkovičovu chatu
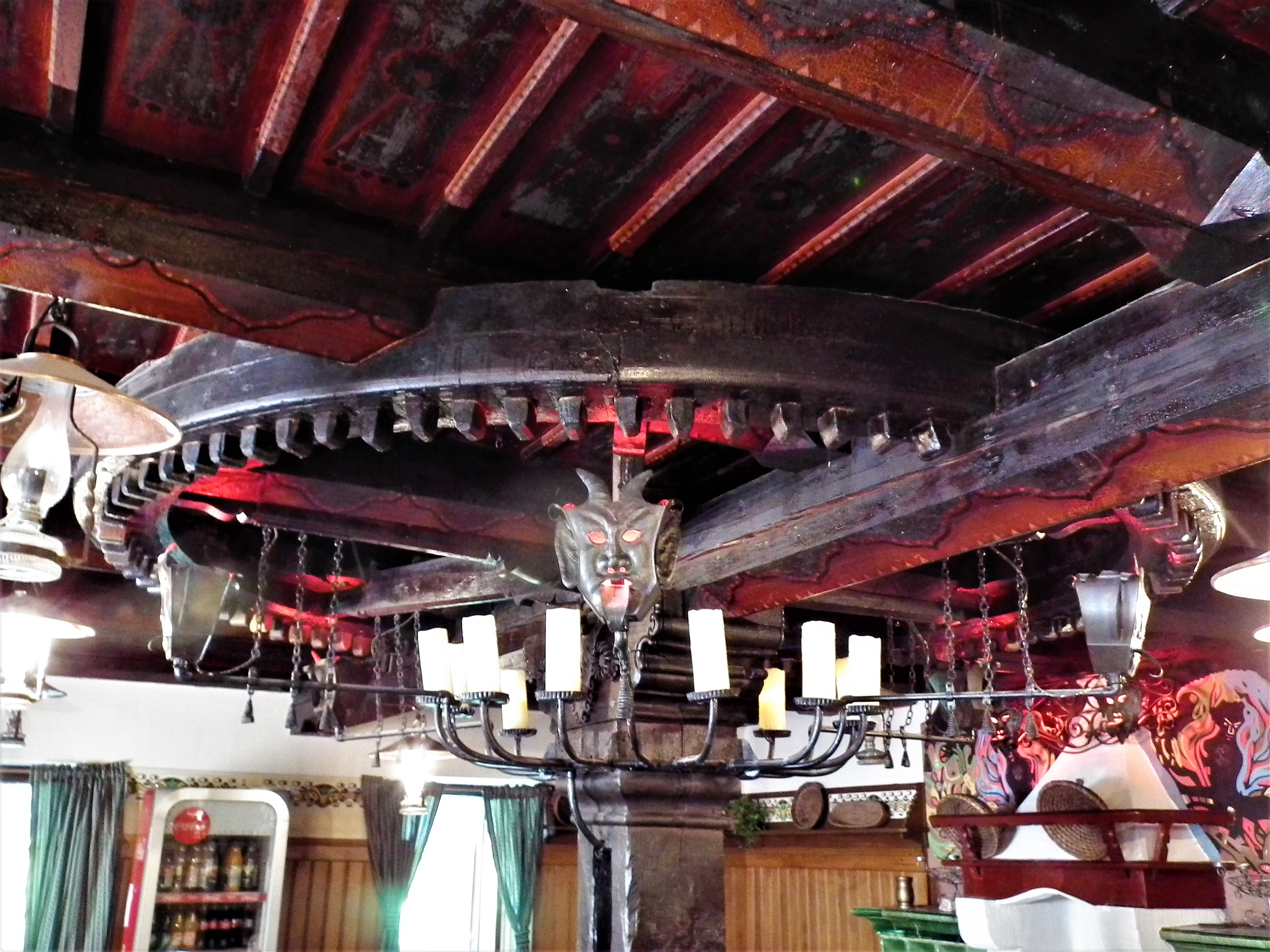
Strop v restauraci Peklo
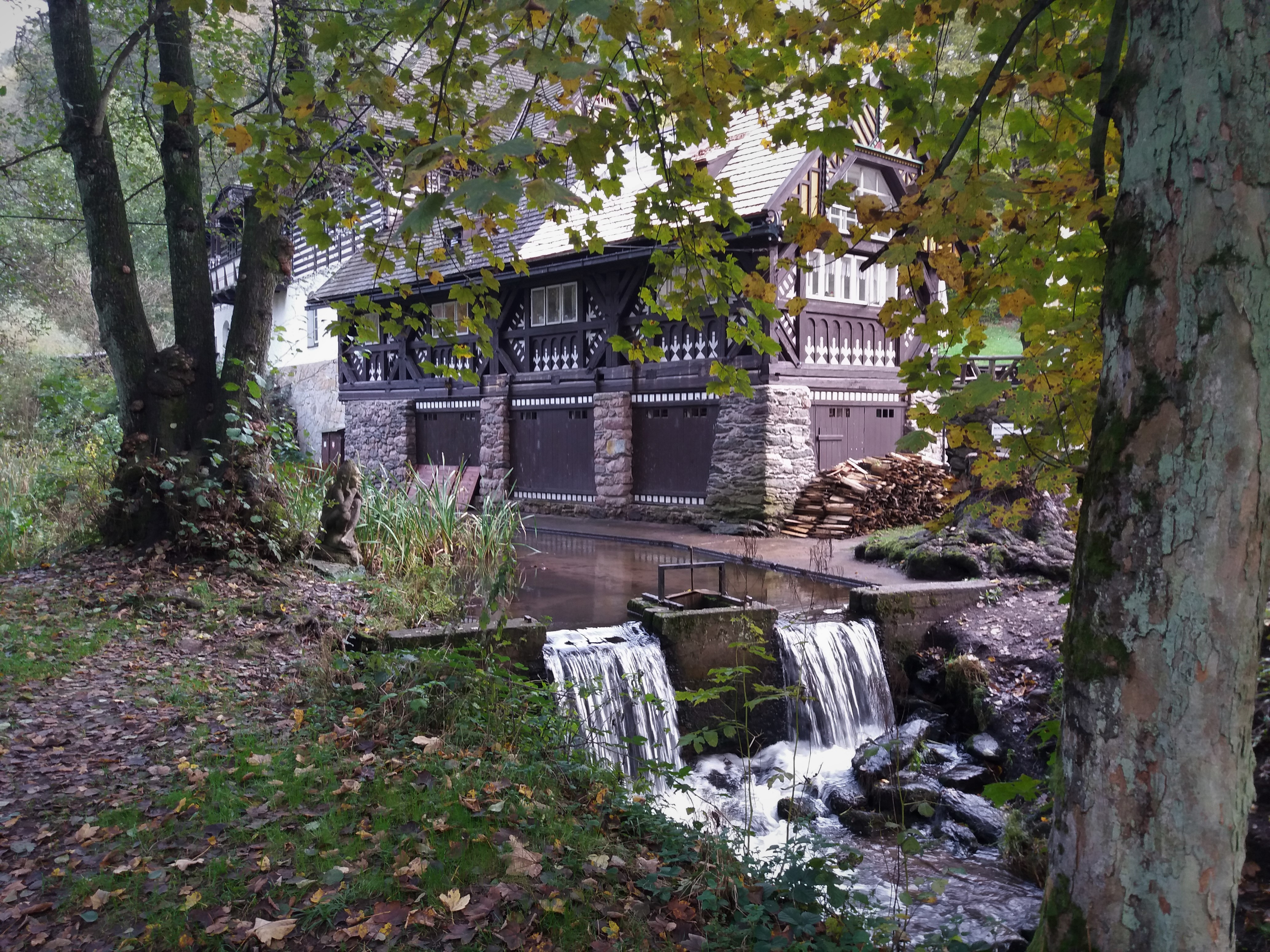
Splav se stavidlem za turistickou chatou
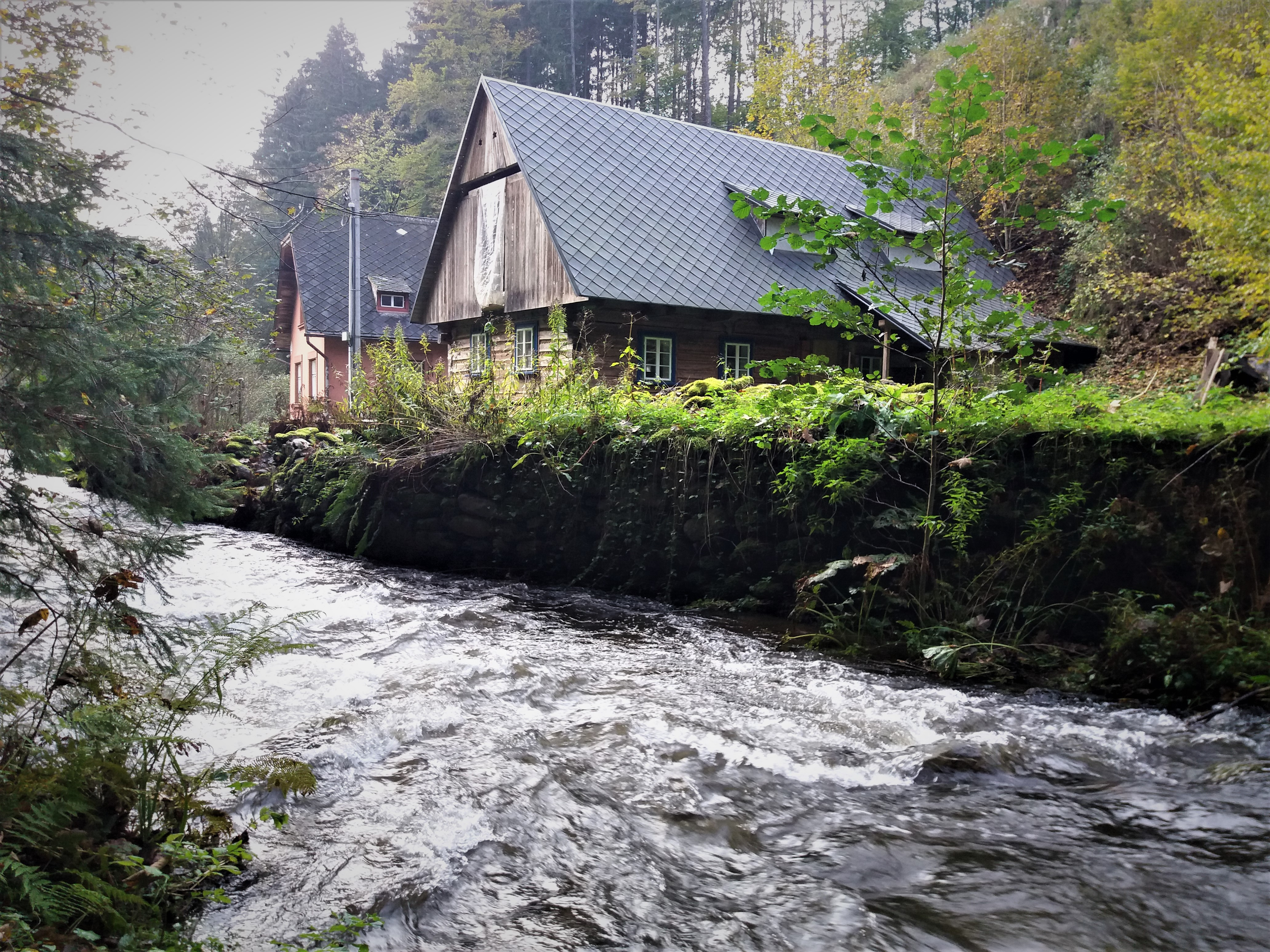
Chalupy u Olešenky před soutokem s Metují